# Nucleus praeopticus ventrolateralis
De nucleus praeopticus ventrolateralis is een kerngebied in de hersenen in de hypothalamus, dat bij het slapengaan de alertheid en arousal onderdrukt en zodoende slaap bevordert.